# Florian Wilmsmann
Florian Wilmsmann (Tegernsee, 21 januari 1996) is een Duitse freestyleskiër. Hij vertegenwoordigde zijn vaderland op de Olympische Winterspelen 2018 in Pyeongchang.

## Carrière
Wilmsmann maakte zijn wereldbekerdebuut in maart 2016 in Arosa. In december 2016 scoorde de Duitser in Val Thorens zijn eerste wereldbekerpunten. Op de wereldkampioenschappen freestyleskiën 2017 in de Spaanse Sierra Nevada wist hij niet te finishen in de kwalificatie van de skicross. In december 2017 behaalde Wilmsmann in Val Thorens zijn eerste toptienklassering in een wereldbekerwedstrijd. Tijdens de Olympische Winterspelen van 2018 in Pyeongchang eindigde de Duitser als 25e op de skicross.
In Park City nam hij deel aan de wereldkampioenschappen freestyleskiën 2019. Op dit toernooi eindigde hij als elfde op de skicross. In februari 2019 stond Wilmsmann in Feldberg voor de eerste maal in zijn carrière op het podium van een wereldbekerwedstrijd. Op de wereldkampioenschappen freestyleskiën 2021 in Idre Fjäll eindigde de Duitser als zeventiende op de skicross. Op 27 februari 2021 boekte hij in Bakoeriani zijn eerste wereldbekerzege.

## Resultaten

### Olympische Winterspelen
| Jaar | Plaats      | Resultaten   |
| ---- | ----------- | ------------ |
| 2018 | Pyeongchang | 25e Skicross |

### Wereldkampioenschappen
| Jaar | Plaats        | Resultaten   |
| ---- | ------------- | ------------ |
| 2017 | Sierra Nevada | DNF Skicross |
| 2019 | Park City     | 11e Skicross |
| 2021 | Idre Fjäll    | 17e Skicross |

### Wereldbeker
Eindklasseringen
| Seizoen   | Algm | SX  |
| --------- | ---- | --- |
| 2016/2017 | 182e | 39e |
| 2017/2018 | 117e | 25e |
| 2018/2019 | 35e  | 5e  |
| 2019/2020 | 32e  | 5e  |

Wereldbekerzeges
| Datum            | Plaats     | Onderdeel |
| ---------------- | ---------- | --------- |
| 27 februari 2021 | Bakoeriani | Skicross  |